# Scrittore immaginario
Lo scrittore immaginario è un personaggio immaginario a cui è attribuita un'opera letteraria.
Gli scrittori immaginari sono citati frequentemente a complemento dei libri immaginari o pseudobiblia.

## Classificazione
Si possono distinguere in due categorie:
1. autori fittizi di opere reali, come Toth del libro omonimo.
2. autori fittizi di opere fittizie, come l'arabo pazzo Abdul Alhazred autore del Necronomicon citato nelle opere di H. P. Lovecraft, o l'immaginario scrittore Kilgore Trout creato da Kurt Vonnegut.

I primi vanno distinti dagli pseudonimi, singoli o collettivi, e dagli eteronimi, anche se talora è molto difficile tracciare una linea di confine.
Tra i secondi è molto frequente l'anonimato (ad esempio, l'Anonimo dei Promessi Sposi).